# Alejandro Bulgheroni
Alejandro Pedro Bulgheroni (Rufino, 24 de outubro de 1943) é um empresário bilionário argentino do setor de petróleo e gás. Após a graduação na Universidade de Buenos Aires, juntou-se à empresa de seu pai, a Bridas Corporation, fundada pela família Bulgheroni em 1948.